# Lepidagathis hamiltoniana
Lepidagathis hamiltoniana är en akantusväxtart. Lepidagathis hamiltoniana ingår i släktet Lepidagathis och familjen akantusväxter.

## Underarter
Arten delas in i följande underarter:
- L. h. collina
- L. h. hamiltoniana